# Ekeby herrgård
Ekeby herrgård  var en herrgård i Skedevi socken i Östergötland, i nuvarande Finspångs kommun.
Av herrgården på en udde vid sjön Tisnaren, mellan Hävla och Brenäs, finns enbart de två flyglarna bevarade. De är byggda på 1600-talet men har byggts om vid flera tillfällen på 1700- och 1800-talen. Av huvudbyggnaden finns bara grundmurarna kvar. Byggnaden lär ha brunnit ner på 1820-talet. Huvudbyggnaden var uppförd i en våning med säteritak med två kvadratiska tvåvånings flygelutbyggnader med torntak. En magasinsbyggnad från 1795 finns också på gården.
Herrgården hette Ekeby/Skinsäter under 1600-talet. På 1680-talet ändrade dåvarande ägaren Gustav Johansson Ulfsparre namnet till Johannislund, ett namn som behölls fram till 1900-talets första årtionde, då det gamla namnet Ekeby återtogs.